# 아다치 유스케
아다치 유스케(일본어: 足達 勇輔, 1961년 12월 5일 ~ )는 일본의 전 축구 선수이자 현 지도자로 현재 베트남 축구 국가대표팀의 기술 고문 겸 베트남 축구 협회 기술위원장을 맡고 있다.

## 선수 시절
1961년 12월 5일 일본 가나가와현 출신으로 1977년부터 1979년까지 도쿄 베르디의 리저브팀에서 활동했고 1980년부터 1984년까지 도쿄 베르디 성인팀에서 활동하며 일본 사커 리그 2회 우승 및 1회 준우승, 1984년 일왕배 우승, 1984년 제록스 슈퍼컵 우승을 맛보았다.

## 지도자 경력
선수 은퇴 후 1988년 쇼난 벨마레의 코치로 첫 지도자 생활을 시작하여 1998년부터 1999년까지 쇼난 벨마레 유소년팀의 감독을 맡았고 이후 2001년 세레소 오사카 유소년팀의 감독을 맡았으며 2005년부터 2006년까지 요코하마 FC의 감독을 지냈다.
그 후 2016년 홍콩 축구 국가대표팀의 엘리트 발전 코치로 전격 부임한 뒤 4년간 활동하며 2019년 AFC 아시안컵 3차 예선 진출, 2019년 EAFF E-1 풋볼 챔피언십 결승 리그 진출에 기여했고 2020년 5월 19일 베트남 축구 국가대표팀의 기술 고문이자 베트남 축구 협회 기술위원장으로 영입되었다.